# Copa Mundial VIVA
La Copa Mundial VIVA fue un torneo de selecciones de fútbol amateur, organizado por la NF-Board, ya que las selecciones participantes no eran federados a la FIFA. La NF-Board agrupaba entre miembros oficiales, asociados y provisionales, a 21 selecciones provenientes de territorios o provincias que no tienen soberanía reconocida internacionalmente, siendo las únicas excepciones Mónaco y Kiribati que son países independientes. La primera edición del torneo se realizó en 2006, y la última en 2012, habiéndose disputado en cinco ocasiones hasta la actualidad.

## Historia

### Copa Mundial VIVA 2006
La Copa Mundial VIVA 2006 en su primera edición, tenía prevista su celebración en la República Turca del Norte de Chipre. Sin embargo, cambios en la directiva de la Federación turca de fútbol de Chipre (KTFF), provocaron que la N.F.-Board cambiara la localización del torneo a Occitania. De acuerdo a la federación, el cambio de sede se debió a que la nueva directiva de la KTFF habría intentado restringir el acceso a las naciones participantes, aunque por el contrario, la KTFF aseguró que el origen del conflicto se debió al costo excesivamente alto presupuestado por la NF-Board. Tras perder la sede del torneo, la KTFF anunció la realización de un torneo similar, la Copa ELF.  La Copa ELF, a diferencia de la Copa Mundial VIVA, anunció que pagarían los costos de los equipos participantes, lo que atrajo el interés de varios miembros de la NF-Board e incluso de algunos de la FIFA. La Copa Mundial VIVA en inicio planificada para 16 participantes se redujo a 6, y sobre la hora por problemas de financiamiento serían 4 equipos, de los cuales uno por problemas de visas no pudo asistir, siendo finalmente un grupo de 3 equipos, los dos primeros se enfrentaron en la final, donde Laponia venció 21-1 a Mónaco.

### Copa Mundial VIVA 2008
Dos años después se realizó la segunda edición, la Copa Mundial VIVA 2008 fue organizado por Laponia en la localidad de Gällivare, Suecia, entre el 7 y el 13 de julio de ese año. En esta edición, el evento fue expandido a 8 equipos participantes. Se disputó un grupo todos contra todos, los dos primeros se enfrentaron en la final, mientras que el tercero y el cuarto jugaron por la medalla de bronce. Padania venció en la final 2-0 a Pueblo Arameo. Además se realizó un evento entre selecciones femeninas (se enfrentaron en dos partidos las selecciones de Sami y Kurdistán, ganando ambos partidos Sami, 4-0 y 12-1).

### Copa Mundial VIVA 2009
Al año siguiente se realizó la Copa Mundial VIVA 2009, celebrada en Padania (Italia). Participaron 6 equipos, divididos en dos grupos de tres, clasificando los dos primeros de cada grupo al cuadrangular final. Padania se coronó campeón al vencer a Kurdistán por 2-0.

### Copa Mundial VIVA 2010
Se realizó el torneo por tercer año consecutivo, la Copa Mundial VIVA 2010 se celebró en Gozo (Malta). La modalidad del torneo fue la misma que en la edición anterior, nuevamente Padania venció en la final a Kurdistán, esta vez 1-0, consiguiendo así el tricampeonato.

### Copa Mundial VIVA 2012
Luego de un año sin realizarse el evento, se organizó la Copa Mundial VIVA 2012, celebrada en Kurdistán, en seis sedes, dos de ellas en la capital Erbil. En este torneo se marcó un nuevo récord en la historia de la competición, ya que participaron nueve equipos. Se jugaron tres grupos de tres equipos, clasificando al cuadrangular final los dos primeros de cada grupo y el mejor tercero. En la final se enfrentaron Kurdistán (selección anfitriona y dos veces subcampeona) y la República Turca del Norte de Chipre (selección que el año 2006 ganó la FIFI Wild Cup y la Copa ELF).
En 2013, la NF-Board se ve afectada por sospechas de malversación obligando a la organización para cancelar la edición de 2014. A raíz de estos acontecimientos, el concepto de la competencia es tomada por la ConIFA, que organiza la Copa Mundial ConIFA de Fútbol de 2014.

## Palmarés
| Año           | Sede      | Campeón   | Final Resultado | Subcampeón       | Tercer lugar | Resultado      | Cuarto lugar       |
| ------------- | --------- | --------- | --------------- | ---------------- | ------------ | -------------- | ------------------ |
| 2006 Detalles | Occitania | Laponia   | 21:1            | Mónaco           | Occitania    | 3:0            | Camerún Meridional |
| 2008 Detalles | Laponia   | Padania   | 2:0             | Pueblo Arameo    | Laponia      | 3:1            | Kurdistán          |
| 2009 Detalles | Padania   | Padania   | 2:0             | Kurdistán        | Laponia      | 4:4 (5:4 pen.) | Provenza           |
| 2010 Detalles | Gozo      | Padania   | 1:0             | Kurdistán        | Occitania    | 2:0            | Dos Sicilias       |
| 2012 Detalles | Kurdistán | Kurdistán | 2:1             | Chipre del Norte | Zanzíbar     | 7:2            | Provenza           |

### Títulos por equipo
En cursiva, se indica el torneo en que el equipo fue local.
| Equipo             | Campeón              | Subcampeón     | Tercer lugar   | Cuarto lugar   |
| ------------------ | -------------------- | -------------- | -------------- | -------------- |
| Padania            | 3 (2008, 2009, 2010) |                |                |                |
| Kurdistán          | 1 (2012)             | 2 (2009, 2010) |                | 1 (2008)       |
| Laponia            | 1 (2006)             |                | 2 (2008, 2009) |                |
| Mónaco             |                      | 1 (2006)       |                |                |
| Pueblo Arameo      |                      | 1 (2008)       |                |                |
| Chipre del Norte   |                      | 1 (2012)       |                |                |
| Occitania          |                      |                | 2 (2006, 2010) |                |
| Zanzíbar           |                      |                | 1 (2012)       |                |
| Provenza           |                      |                |                | 2 (2006, 2012) |
| Dos Sicilias       |                      |                |                | 1 (2010)       |
| Camerún Meridional |                      |                |                | 1 (2006)       |

## Estadísticas

### Mayores Goleadores
Lista de mayores goleadores de la historia de la Copa Mundial VIVA.
| Jugador          | Goles |
| ---------------- | ----- |
| Khamis Mcha      | 7     |
| Halil Turan      | 6     |
| Haider Qaraman   | 6     |
| Christophe Copel | 6     |
| Tom Høgli        | 6     |
| Eirik Lamøy      | 6     |
| Steffen Nystrøm  | 6     |
| Bruner           | 6     |

### Goleadores por torneo
| Año  | Jugador                               | Equipo                    | Goles |
| ---- | ------------------------------------- | ------------------------- | ----- |
| 2006 | Eirik Lamøy Tom Høgli Steffen Nystrøm | Laponia                   | 6     |
| 2008 | Stefano Salandra Giordan Ligarotti    | Padania                   | 4     |
| 2009 | Svein Thomassen Enais Hammoud         | Laponia Provenza          | 5     |
| 2010 | Haider Qaraman                        | Kurdistán                 | 5     |
| 2012 | Halil Turan Christophe Copel          | Chipre del Norte Provenza | 6     |

### Más apariciones
| Equipo             | N.º |
| ------------------ | --- |
| Kurdistán          | 4   |
| Occitania          | 4   |
| Provenza           | 4   |
| Padania            | 3   |
| Laponia            | 3   |
| Gozo               | 2   |
| Pueblo Arameo      | 1   |
| Darfur             | 1   |
| Mónaco             | 1   |
| Chipre del Norte   | 1   |
| Recia              | 1   |
| Camerún Meridional | 1   |
| Tamil Eelam        | 1   |
| Dos Sicilias       | 1   |
| Sahara Occidental  | 1   |
| Zanzíbar           | 1   |

## Clasificación general
| Equipo | Equipo             | Part. | Pts | PJ | PG | PE | PP | GF | GC | Dif |
| ------ | ------------------ | ----- | --- | -- | -- | -- | -- | -- | -- | --- |
| 1      | Padania            | 3     | 39  | 13 | 13 | 0  | 0  | 31 | 5  | +26 |
| 2      | Kurdistán          | 4     | 32  | 17 | 10 | 2  | 5  | 38 | 18 | +20 |
| 3      | Occitania          | 4     | 24  | 15 | 8  | 0  | 7  | 34 | 23 | +11 |
| 4      | Laponia            | 3     | 23  | 13 | 7  | 2  | 4  | 66 | 21 | +45 |
| 5      | Provenza           | 4     | 13  | 15 | 4  | 1  | 10 | 38 | 46 | -8  |
| 6      | Zanzíbar           | 1     | 9   | 4  | 3  | 0  | 1  | 16 | 4  | +12 |
| 7      | Pueblo Arameo      | 1     | 7   | 5  | 2  | 1  | 2  | 7  | 6  | +1  |
| 8      | Chipre del Norte   | 1     | 6   | 4  | 2  | 0  | 2  | 19 | 4  | +15 |
| 9      | Sahara Occidental  | 1     | 6   | 5  | 2  | 0  | 3  | 11 | 16 | -5  |
| 10     | Mónaco             | 1     | 6   | 4  | 2  | 0  | 2  | 7  | 37 | -30 |
| 11     | Dos Sicilias       | 1     | 3   | 4  | 1  | 0  | 3  | 2  | 8  | -6  |
| 12     | Tamil Eelam        | 1     | 3   | 4  | 1  | 0  | 3  | 4  | 11 | -7  |
| 13     | Recia              | 1     | 3   | 4  | 1  | 0  | 3  | 1  | 13 | -12 |
| 14     | Gozo               | 2     | 3   | 6  | 1  | 0  | 5  | 7  | 20 | -13 |
| 15     | Camerún Meridional | 1     | 0   | 4  | 0  | 0  | 4  | 0  | 12 | -12 |
| 16     | Darfur             | 1     | 0   | 3  | 0  | 0  | 3  | 1  | 38 | -37 |

## Trofeo
El Trofeo de la Copa Mundial VIVA fue diseñado por el escultor francés Gérard Pigault, y se llama Trofeo Nelson Mandela, en honor al expresidente sudafricano

## Desempeño
| Equipos            | 2006 | 2008 | 2009 | 2010 | 2012 | Año |
| ------------------ | ---- | ---- | ---- | ---- | ---- | --- |
| Camerún Meridional | 4.º  | x    | x    | x    | x    | 1   |
| Chipre del Norte   | x    | x    | x    | x    | 2.º  | 1   |
| Darfur             | x    | x    | x    | x    | 9.º  | 1   |
| Dos Sicilias       | x    | x    | x    | 4.º  | x    | 1   |
| Gozo               | x    | x    | 6.º  | 5.º  | x    | 2   |
| Kurdistán          | x    | 4.º  | 2.º  | 2.º  | 1.º  | 4   |
| Laponia            | 1.º  | 3.º  | 3.º  | x    | x    | 3   |
| Mónaco             | 2.º  | x    | x    | x    | x    | 1   |
| Occitania          | 3.º  | x    | 5.º  | 3.º  | 5.º  | 4   |
| Padania            | x    | 1.º  | 1.º  | 1.º  | x    | 3   |
| Provenza           | x    | 5.º  | 4.º  | 6.º  | 4.º  | 4   |
| Pueblo Arameo      | x    | 2.º  | x    | x    | x    | 1   |
| Recia              | x    | x    | x    | x    | 8.º  | 1   |
| Sahara Occidental  | x    | x    | x    | x    | 6.º  | 1   |
| Tamil Eelam        | x    | x    | x    | x    | 7.º  | 1   |
| Zanzíbar           | x    | x    | x    | x    | 3.º  | 1   |
| Total              | 4    | 5    | 6    | 6    | 9    |     |

### Simbología
| - 1.º – Campeón - 2.º – Finalista - 3.º – 3.º Lugar - 4.º – 4.º Lugar - – Anfitrión - × – No participó |